# Душан Симовић
Душан Симовић (Крагујевац, 28. октобар 1882 — Београд, 26. август 1962) је био армијски генерал Војске Краљевине Југославије, начелник Главног генералштаба а после државног удара којим је збачена пронемачка влада и проглашења краља Петра II Карађорђевића за пунолетног постао је председник Министарског савета Краљевине Југославије. У егзилу је након реконструкције владе постао министар ваздухопловства и морнарице поред положаја председника владе који је заузимао. Носилац је више одликовања.
У иностранству определио се за подршку Титовим партизанима и позвао друге да га подрже. После рата био је један од сведока против Драгољуба Драже Михаиловића на његовом суђењу.

## Биографија
Рођен је 28. октобра 1882. у Крагујевцу.
Основну школу и два разреда гимназије је завршио у родном граду. Још као гимназијалац доста се интересовао за војне ствари и војнички позив. Због свог великог интересовања за војна питања, напушта гимназију и уписује војну академију у Београду. Војну академију је завршио 1900. године, када је произведен у чин артиљеријског потпоручника. Вишу школу Војне академије завршио је 1905, а генералштабну припрему 1912. године. У балканским ратовима 1912-1913 и Првом светском рату 1914—1918. показао се као одличан официр и у чин генералштабног мајора унапређен је 1913, а потпуковника 1915. године. На Солунском фронту је био командант Седмог пешадијског пука. Но, још на Солунском фронту, Симовић се интересовао за ваздухопловство и против-ваздушну одбрану. Сваким даном се све више занимао за радове Михаила Петровића, читајући његове извештаје у балканским ратовима, као и његове студије о ваздухопловству. Тако се преломио и одлучио да се после рата посвети ваздухопловству. Године 1918. одређен је за делегата Српске владе и Врховне команде код Народног вијећа Словенаца, Хрвата и Срба у Загребу. У периоду до почетка другог рата, посвећује се искључиво ваздухопловству.
Као војник, могу вам рећи ово: Србија, која је у овом рату дала милион и по жртава за ослобођење и уједињење своје истокрвне браће преко Дунава, Саве и Дрине, ни у ком случају не може дозволити нови једна да се формира на својим границама држава која би обухватила све своје сународнике и после четири године страдања и потпуног пораза непријатеља, остала у позадини и препустила све плодове победе другој, која је учествовала у . рат на страни непријатеља. Србија, по праву оружја, на основу уговора са Угарском који је потписао војвода Мишић, као опуномоћеник команданта савезничких армија на Солунском фронту; генерала Франшеа д'Еспереја припада следећа територија: Банат до линије Оршава – Карансебеш – Марош – Арад – испод Сегедина; Бачка до линије Хоргош - Суботица - Баја; Барања до линије Батасек – Печуј – Барч и даље реком Дравом до Осека; Срема и Славоније до железничке пруге Осек - Ђаково - Шамац; сву Босну и Херцеговину и Далмацију до рта Планка. Ван те територије можете бирати како желите, да идете са Србијом или да формирате посебну државу.
Командант ваздухопловних снага постаје 1936. и на том положају остаје све до 1938. када га је заменио генерал Милојко Јанковић. У међувремену, чин ваздухопловног генерала добија јануара 1938, а већ маја исте године постаје начелник Главног генералштаба све до 1940. године. На положају начелника Главног генералштаба је наследио генерала Милутина Недића. Као начелник Главног генералштаба, залагао се за то да се у случају Немачког напада на Југославију пружи отпор који ће трајати све док се и савезници не придруже југословенској војсци, а у случају неуспеха да се војска повуче према Грчкој и тиме створи нови Солунски фронт. Оваква његова размишљања нису прихваћена, па је априла 1940. морао дужност начелника да преда генералу Петру Косићу.

### Војни пуч
Активно је пратио ток збивања, а када је потписано приступање Југославије Тројном пакту, узео је учешћа, заједно са бригадним генералом Боривојем Мирковићем, пуковником Драгутином Савићем, ваздухопловним пуковником Стјепаном Буразовићем, генералштабним пуковником Миодрагом Лазићем и другим официрима у завери против владе Драгише Цветковића.
Кад је завршен војни пуч и срушено Намесништво кнеза Павла, Симовић је изабран за новог председника владе, а поред тога припала му је и дужност начелника генералштаба по други пут. Но, Симовић није имао много времена да припреми војску за предстојећи рат. На дан венчања његове ћерке, Немци су напали Југославију 6. априла 1941. Симовић, као председник владе, и начелник генералштаба у Априлском рату имао је много проблема. Прво долази до издајства на фронту, а затим до распада владе, јер су неколицина министра, проосовински оријентисаних, поднела оставке. Симовић се са својом владом налази у Црној Гори, у Никшићу, где је 13. априла 1941. одржана последња седница владе пред одлазак из земље.
Симовић је поднео краљу Петру II оставку на место шефа Генералштаба и предложио за то место армијског генерала Данила Калафатовића, тадашњег команданта позадине, који ће потписати капитулацију. Симовић одлази из земље 15. априла заједно са својом женом и братом. После дочека на аеродрому „Агренион“ у Атини, енглеским авионом одлази у Лондон.
Убрзо, међутим, Симовић је показао своју политичку неспособност. Није веровао професионалним политичарима, покушао је да искористи своју популарност стечену у пучу да формира владу од оних особа које изабере током рата. Чим је стигао у Лондон, влада је покушала да се реорганизује тако што би задржала главне министарске портфеље и смањила број министара. Министар спољних послова Момчило Нинчић и други српски министри су критиковали Симовићеву ауторитарност, коју је покушао да сагради захваљујући хрватским и словеначким министрима, да би затим почео да критикује Хрвате. Политичари су се, упркос својим разликама, на крају ујединили против Симовића. Међутим, због његове популарности у то време, одлучили су да не захтевају отворено његову смену код краља. Симовић је такође имао већинску подршку официра који су емигрирали после инвазије сила Осовине на Југославију. У међувремену, британске службе које су биле у већим контакту са Југословенима су ускоро оценили слабост кабинета и унутрашње разлике. Већ почетком јесени Британци су показали разочарење у рад југословенске владе, коју су сматрали „слабом, подељеном, тешком, тврдоглавом, уображеном и необавештеном, непредусретљивом“.
До октобра 1941, југословенска влада није добијала вести о ситуацији на Балкану, где је у лето 1941. Комунистичка партија Југославије подигла устанак против немачке окупације. Утицај Симовићеве владе на оно што се десило у Југославији је био никакав. Током лета, влада је почела да прима појединачне извештаје о покрету отпора пуковника Драгољуба Михаиловића и британска и југословенска пропаганда су га убрзо претвориле у легенду. Још једна криза у којој влада била укључена и која је подривала њен углед код савезника била је Каирска афера, која је избила због ривалства старијих официра Блиских Симовићу и генералу Бори Мирковићу и млађих официра и министра двора Радоја Кнежевића око контроле оно мало југословенске војске која је побегла из земље са владом.
Михаиловић је за политичаре био идеална замена за Симовића: војни херој који није могао да се меша у државне послове као Симовић у Лондону. Официри који су се противили, Симовић и српски политичари су брзо пружили подршку Михаиловићу, што је убрзало пад премијера Симовића. Симовићев кабинет је био веома разједињен и политичари су се противили Симовићу. Крајем 1941. они су поднели писмо краљу Петру оптуживши Симовића за неспособност, групно поднели оставке, па је краљ Петар сменио Симовића 10. јануара 1942.
Пензионисан је 11. јануара 1943. године. У иностранству се определио за НОП, враћа се у Београд 1945. и учествује као сведок на суђењу Дражи Михаиловићу 1946. године. Као војни писац објавио је велики број књига и радова. Носилац је више одликовања, а за заслуге у ратовима Србије добио је два пута Карађорђеву звезду са мачевима четвртог степена, У Београду је остао до своје смрти. За живота је био ожењен Станом, ћерком Милорада Тадића, апотекара из Ваљева, и Фросине, домаћице. Имали су сина и ћерку.

## Унапређење у чинове
| Питомац Каплар | Питомац Поднаредник | Питомац Наредник | Потпоручник      | Поручник          | Капетан Друге класе |
| -------------- | ------------------- | ---------------- | ---------------- | ----------------- | ------------------- |
|                |                     |                  |                  |                   |                     |
| 1898.          | 1899.               | 1900.            | 16. август 1900. | 21. октобар 1903. | 1904.               |

| Капетан Прве класе | Мајор | Потпуковник       | Пуковник | Бригадни генерал | Дивизијски генерал | Армијски генерал   |
| ------------------ | ----- | ----------------- | -------- | ---------------- | ------------------ | ------------------ |
|                    |       |                   |          |                  |                    |                    |
| 1910.              | 1913. | 30. октобар 1913. | 1920.    | 1925.            | 6. септембар 1930. | 6. септембар 1937. |